# Morella pensylvanica
Pour les articles homonymes, voir Arbre à cire.
Espèce
Statut de conservation UICN

LC : Préoccupation mineure
Morella pensylvanica, l’Arbre à cire, Myrica cirier, Myrique de Pennsylvanie ou Cirier de Pennsylvanie, est une espèce de plantes à fleurs de la famille des Myricaceae. Elle pousse dans l'Est de l'Amérique du Nord.
Notamment aux Îles de la Madeleine en forêt et milieu dunaire.

## Systématique
Le nom scientifique complet (avec auteur) de ce taxon est Morella pensylvanica (Mirb.) Kartesz.
L'espèce a été initialement classée dans le genre Myrica sous le basionyme Myrica pensylvanica Mirb..
Ce taxon porte en français les noms vernaculaires ou normalisés suivants : arbre à cire, myrica cirier, myrique de Pennsylvanie, cirier de Pennsylvanie,.
Morella pensylvanica a pour synonymes :
- Cerothamnus pensylvanicus (Loisel.) Moldenke
- Morella macfarlanei (Youngken) Kartesz
- Myrica macfarlanei Youngken
- Myrica pensylvanica Mirb.
- Myrica pensylvanica Mirb. ex Duhamel du Monceau
- Myrica pensylvanica f. parvifolia T.W.Wells